# سيدي محمد الحمري
سيدي محمد الحمري أو المعروفة محلياً سي الحمري وهي منطقة تقع في الجبل الأخضر جنوب مدينة البيضاء بحوالي 10 كم، وتتبع إداريا بلدية البيضاء.

## تاريخ
عرفت بأنها أعلى نقطة مرتفعة بالجبل الأخضر وتتميز هذه المنطقة بالخضرة الدائمة وبرودة الطقس فيها .

## غابة سي الحمري
تعتبر غابة سي الحمري أقدم المشجرات في ليبيا حيث بدأت الزراعة به عام 1956 وتبلغ مساحته حوالي (105) هكتار والنوع السائد به هو الصنوبر هيئة الزراعة تحذر من وقوع كارثة بغابة “سي الحمري” بسبب تجار الفحم، كما انه تم اعتماد مشروع تخطيط وتصميم منتزه سيدي محمد الحمري علي مساحة تقدر بحوالي 227 هكتار مشروع تخطيط وتصميم منتزه سيدي محمد الحمري.

## وصلات خارجية
‌